# Comuna Iahnî, Mîronivka
Iahnî (în ucraineană Яхни) este o comună în raionul Mîronivka, regiunea Kiev, Ucraina, formată din satele Iahnî (reședința) și Mîkîteanî.

## Demografie
Componența lingvistică a comunei Iahnî
     Ucraineană (98,75%)
     Rusă (1,25%)
Conform recensământului din 2001, majoritatea populației comunei Iahnî era vorbitoare de ucraineană (98,75%), existând în minoritate și vorbitori de rusă (1,25%).